# Tirà terrestre de Taczanowski
El tirà terrestre de Taczanowski (Muscisaxicola griseus) és un ocell de la família dels tirànids (Tyrannidae).

## Hàbitat i distribució
Praderies dels Andes del Perú i oest de Bolívia.